# Tirolina

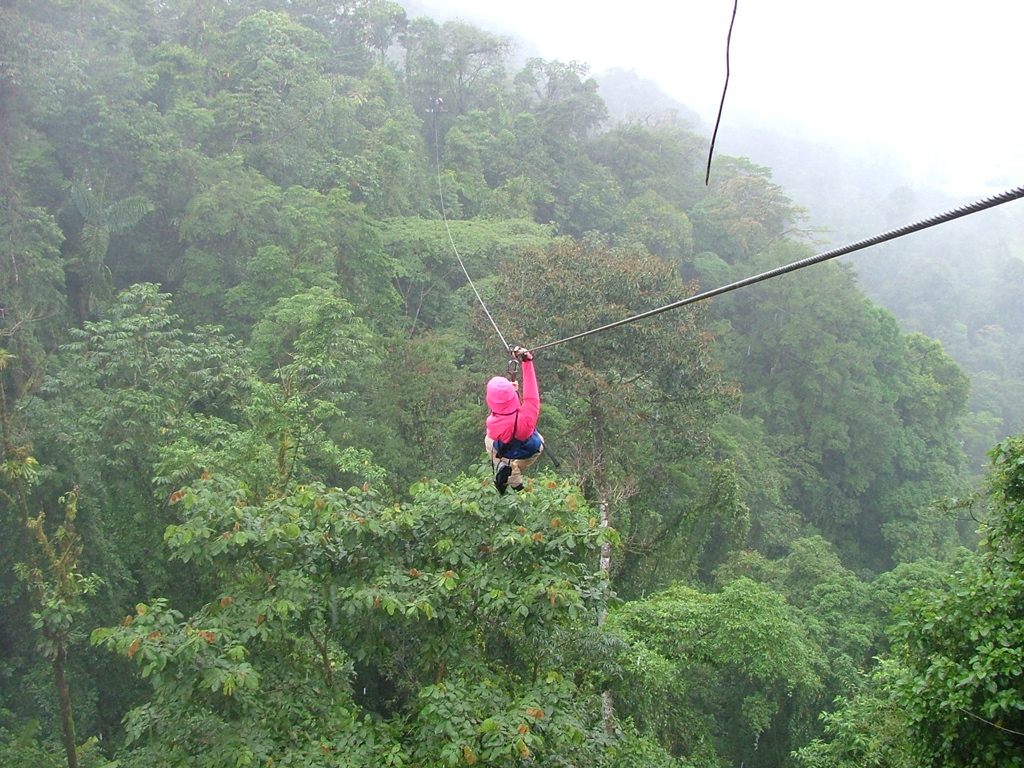
Tirolina professional a Costa Rica

Una  tirolina  consisteix d'una politja suspesa per cables muntats en un declivi o inclinació. Es dissenyen perquè siguin impulsats per gravetat i pugui lliscar des de la part superior fins al fons mitjançant un cable, usualment cables d'acer inoxidable. És una pràctica comuna en exercicis militars.
Les tirolines es troben en diferents formes i sovint són emprades per a entreteniment. Les que es munten en jocs infantils són curtes i petites, normalment amb sorra sobre el sòl per esmorteir el cop en cas d'una caiguda. Les més llargues i grans (100-150m) són sovint emprades per accedir a regions poc accessibles (com selves tropicals, per exemple: El Canó del Sumidero, a Chiapas, o Cancún a Mèxic) o en campaments d'activitats a l'aire lliure.
Un dels principals perills d'aquesta activitat és la ferida que es pot produir amb el frec de la corda i sobretot si es posa la mà per davant de la politja, cosa que adverteixen especialment els monitors.

## Sobre el nom
Curiosament al Tirol (regió dels Alps d'Àustria i d'Itàlia), d'on aparentment prové, es coneix com a Seilrutsche, mentre que a la Suïssa francòfona se'n diu Tyrolienne. A Costa Rica afirmen que ells van inventar allò que anomenen canopi.